# Figanieras
Figanieras (en francès Figanières) és un municipi francès situat al departament del Var i a la regió de Provença – Alps – Costa Blava.

## Demografia
| 1962                                       | 1968 | 1975 | 1982  | 1990  | 1999  | 2006  |
| ------------------------------------------ | ---- | ---- | ----- | ----- | ----- | ----- |
| 481                                        | 571  | 758  | 1.176 | 1.634 | 2.230 | 2.461 |
| Des de 1962: població sense dobles comptes |      |      |       |       |       |       |

## Administració
| Període | Identitat       | Partit |
| ------- | --------------- | ------ |
| 2008-   | Bernard Chilini |        |